# Wenzendorf
Wenzendorf is een gemeente in de Duitse deelstaat Nedersaksen. De gemeente maakt deel uit van de Samtgemeinde Hollenstedt in het Landkreis Harburg. Wenzendorf telt 1.414 inwoners.
De gemeente bestaat uit de dorpen en gehuchten Dierstorf (1 km ten westen van Wenzendorf), Dierstorf-Heide, Klauenburg, Wennerstorf (1 km ten noorden van Wenzendorf) en het hoofddorp Wenzendorf. Voornaamste middelen van bestaan zijn landbouw en enig toerisme.

## Geografie
Wenzendorf ligt in een afwisselend landschap met veel natuurschoon, niet ver ten westen van de Lüneburger Heide.
Wenzendorf grenst in het oosten aan de gemeente Buchholz in der Nordheide. Twee km ten oosten van Wenzendorf en bijna één km ten oosten van Klauenburg loopt de Bundesstraße 3 in noord-zuidrichting. Ten noordwesten van Wenzendorf loopt de Autobahn A1, waar de automobilist een Raststätte met fastfood-restaurant vindt. Nog iets verder naar het westen ligt het dorp Hollenstedt.
De gemeente is slecht bereikbaar per openbaar vervoer, er rijden bijna alleen schoolbussen 's morgens vroeg en in de namiddag de andere kant op. Op dagen, dat er op de scholen geen les gegeven wordt, is men op de deeltaxidienst van Hollenstedt aangewezen.

## Geschiedenis
In de gemeente staat het Großsteingrab Wenzendorf (Sprockhoff-Nr. 671), een megaliet uit het Neolithicum, en wel van dragers van de trechterbekercultuur (3200 -2500 v.Chr. ). Het betreft een, slechts gedeeltelijk, bewaard gebleven hunebed van het type Großdolmen.

In de gemeente stond, 2 km ten zuiden van het dorp Wenzendorf, van 1935 tot 1944 een door Hamburger Flugzeugbau geëxploiteerde vliegtuigfabriek, waar in de Tweede Wereldoorlog gevechtsvliegtuigen van het type Messerschmitt Me 262 zijn gebouwd. Op 6 oktober 1944 werd de fabriek door een geallieerd luchtbombardement verwoest. Van het bij het complex behorende vliegveld is een zweefvliegveld, met een 800 meter lange graspiste overgebleven. Ook de speciaal voor het personeel van de fabriek gebouwde woonwijk bestaat nog gedeeltelijk.

## Bezienswaardigheden
- Museumboerderij Wennerstorf, ook wel Smedts Hoff genaamd, ingericht naar de situatie anno ca. 1930; met biologische boerderijwinkel; dependance van het openluchtmuseum Freilichtmuseum am Kiekeberg te Rosengarten.
- Wenzendorf ligt schilderachtig aan een beek met de naam Rollbach. Deze beek stroomt naar het westen en mondt uit in de Este, een zijrivier van de Elbe. In het dorp bevinden zich enige vijvers. Op de vijvers, de Rollbach en de Este mag gekanood worden, wat in Wenzendorf en omgeving een populaire sport is.

## Afbeeldingen

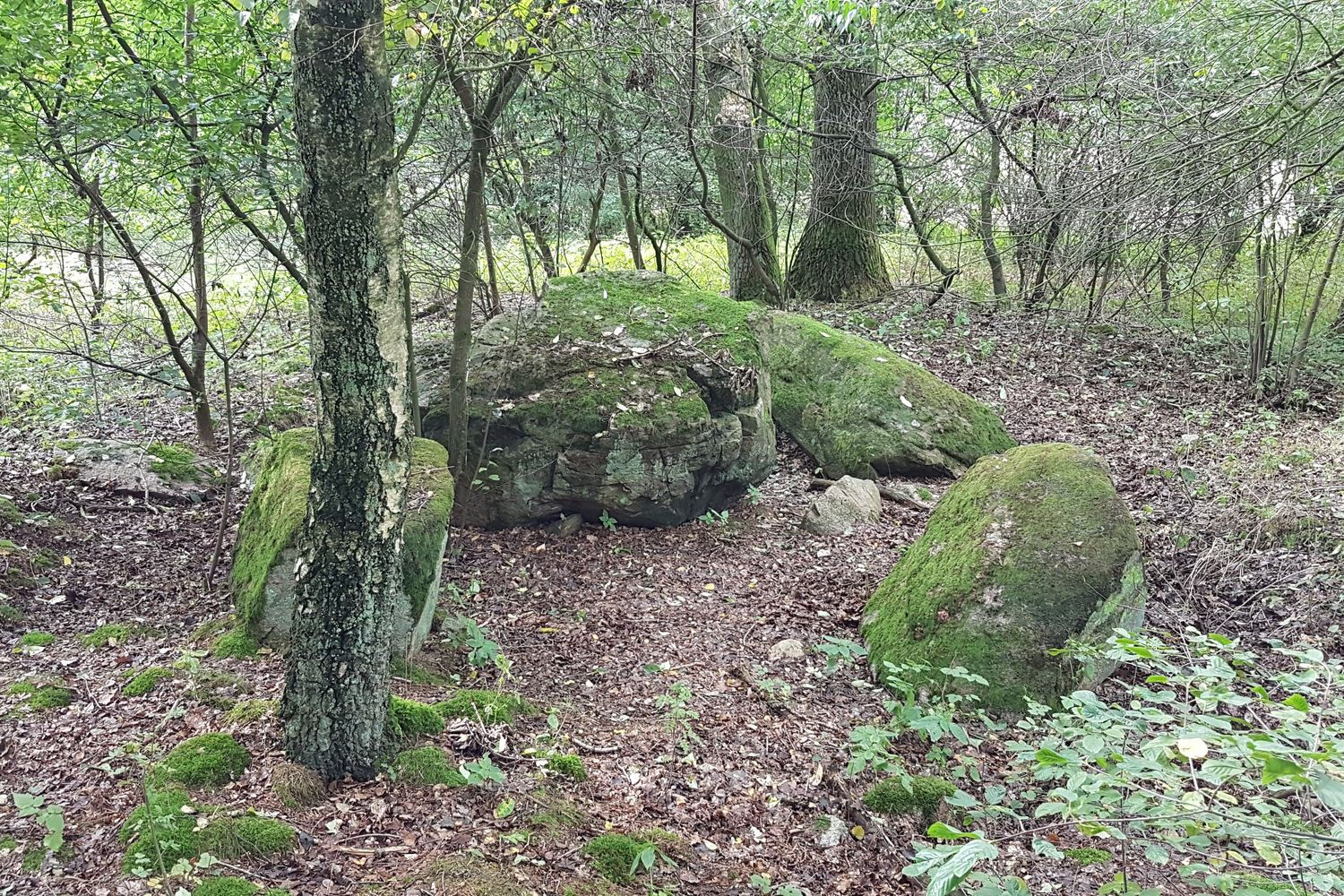
Großsteingrab Wenzendorf
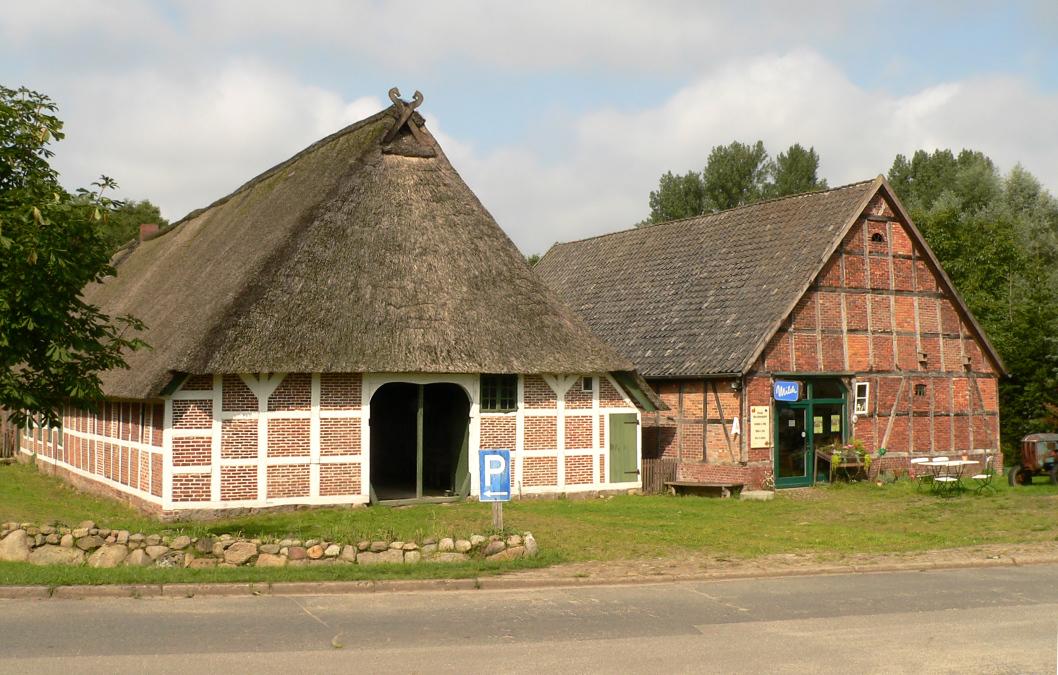
Museumboerderij Wennerstorf

## Varia
Wenzendorf is de plaats, waar de beroemde Duitse bokser Max Schmeling overleed.
- Gemeinsame Normdatei: 7633190-8
- MusicBrainz: 17344544-62e4-415e-828b-f4c34206763b
- Virtual International Authority File: 170477594

Appel · 
Asendorf · 
Bendestorf · 
Brackel · 
Buchholz in der Nordheide · 
Dohren · 
Drage · 
Drestedt · 
Egestorf · 
Eyendorf · 
Garlstorf · 
Garstedt · 
Gödenstorf · 
Halvesbostel · 
Handeloh · 
Hanstedt · 
Harmstorf · 
Heidenau · 
Hollenstedt · 
Jesteburg · 
Kakenstorf · 
Königsmoor · 
Marschacht · 
Marxen · 
Moisburg · 
Neu Wulmstorf · 
Otter · 
Regesbostel · 
Rosengarten · 
Salzhausen · 
Seevetal · 
Stelle · 
Tespe · 
Toppenstedt · 
Tostedt · 
Undeloh · 
Vierhöfen · 
Welle · 
Wenzendorf · 
Winsen (Luhe) · 
Wistedt · 
Wulfsen